# Flughafen Querétaro

i8
i11
i13
Der Flughafen Querétaro (spanisch Aeropuerto Internacional de Querétaro, IATA-Code: QRO, ICAO-Code: MMQT) ist ein internationaler Flughafen bei der Großstadt Querétaro im gleichnamigen Bundesstaat im Zentrum Mexikos.

## Lage
Der Flughafen Querétaro liegt knapp 33 Straßenkilometer außerhalb des Stadtzentrums und gut 170 Kilometer Luftlinie nordwestlich von Mexiko-Stadt in einer Höhe von ca. 1970 m.

## Flugverbindungen
Es werden Flüge in viele mexikanischen Großstädte angeboten, vorrangig jedoch nach Monterrey und Mexiko-Stadt; aber auch mehrere Zielorte in den USA werden angeflogen.

## Passagierzahlen
Im Jahr 2019 wurden erstmals annähernd 1,2 Millionen Passagiere abgefertigt. Danach erfolgte ein deutlicher Rückgang der Fluggastzahlen wegen der COVID-19-Pandemie, der bereits 2022 nahezu wieder aufgeholt war. 2024 wurden erstmals mehr als 2 Millionen Fluggäste abgefertigt.